# Oskar Nowak
Oskar Nowak (1913.) je bivši austrijski hokejaš na ledu i hokejaš na travi. 
Na turniru u hokeju na ledu na zimskim Olimpijskim igrama 1936. u Garmisch-Partenkirchenu je igrao za Austriju. Bio je jednim od najmlađih igrača u sastavu. 
Na turniru u hokeju na ledu na zimskim Olimpijskim igrama 1948. u Sankt-Moritzu je igrao za Austriju. Bio je jednim od najstarijih igrača u sastavu. Austrija je osvojila 7. mjesto.
Iste godine je zaigrao i na ljetnjim Olimpijskim igrama. Na hokejaškom turniru na Olimpijskim igrama 1948. u Londonu je igrao za Austriju, koja je ispala u 1. krugu. Austrija je osvojila 3. mjesto u skupini "A", odigravši dva susreta neriješeno i izgubivši samo od kasnijeg olimpijskog pobjednika, hokejaške velesile Indije. Na završnoj ljestvici je dijelila 5. – 13. mjesto. S 35 godina je bio jednim od najstarijih igrača u sastavu.

## Vanjske poveznice
- Profil na Sports Reference.com  Arhivirana inačica izvorne stranice od 17. prosinca 2012. (Wayback Machine)